# Geek

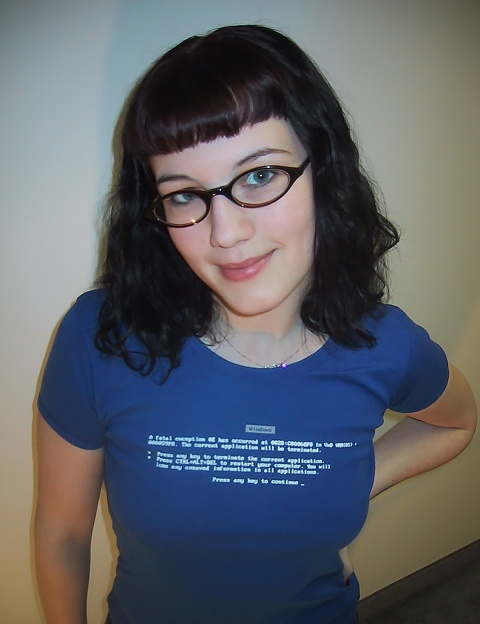
Noia que vesteix una samarreta que representa la "pantalla blava de la mort" de Microsoft Windows.

Un geek (de l'anglès geek, pronunciat "guik" IPA /gik/) és una persona amb una gran fascinació per la tecnologia i la informàtica. Es descriu més com un estil de vida i una forma de ser, que com una afició concreta per alguna cosa poc habitual.
El seu objectiu és fer o utilitzar tecnologia per diversió i/o pel reconeixement que comporta. Gairebé sempre pel simple plaer de fer-ho. En català aquest terme es relaciona només amb la tecnologia, a diferència de l'ús del terme geek en anglès, que té un sentit més ample i equivalent al terme friki. Sovint el geek és un subtipus de friki.
Geek és un terme per a indicar a la persona que presenta una gran fascinació per la tecnologia, la informàtica, i temes relacionats. El terme generalment sol confondre's com a sinònim de Nerd, malgrat això no ho són, ja que posseeixen característiques que els diferencien. Igual que un geek, un nerd és una persona amb gran intel·ligència i passió pel coneixement; nogensmenys el terme geek sol designar una persona més extravagant i extravertida, tant en el seu estil de vida com en la seva forma de ser. Generalment no té grans tendències a mantenir-se apartat d'alguns corrents socials. Per una altra part, un nerd tendeix a ser associat amb una personalitat més conservadora, i el tipus de coneixement que pot manejar és més variat, abastant igualment altres temes. Tot amb tot no impedeix o exclou que un nerd també sigui considerat o es consideri igualment un Geek; encara que ambdós termes no siguin sinònims.
En alguns cercles s'ha optat per traduir "geek" per "tecnoferit", sovint de manera jocosa, fent l'analogia amb "lletraferit".

## Cultura geek
Quant a cultura, alguns geeks tenen interès en temes com la ciència-ficció o obres cinematogràfiques, literàries o videojocs com "Star Wars", "Star Trek", "Stargate", "StarCraft", "Matrix", "World of Warcraft", entre d'altres, considerant-se com frikis d'aquestes sèries o pel·lícules; i alguns també relacionats amb el tema dels videojocs, ja que molts són igualment com un jugador. ("gamer").